# Mansikkasaari
Mansikkasaari est une île abritant un parc du district de Palosaari à Vaasa en Finlande,.

## Présentation
La plage de Mansikkasaari est entourée d'un parc avec un petit port de plaisance et un petit kiosque ouvert durant l'été. 
Au nord de l'île, il reste des bâtiments de l'ancien chantier naval Onkilahti Konepaja.

## Plage de Mansikkasaari
La plage, de 100 mètres de long, se trouve le long d'une route non goudronnée allant de Mansikkasaari à Pikisaari.
L'eau près du rivage de la plage est profonde et le fond marin baisse soudainement. 
La profondeur de l'eau à huit mètres du rivage est de deux mètres. 
Le point de départ de l'eau profonde est marqué dans l'eau par une ligne de bouées flottantes.